# Frontier Gunlaw
Frontier Gunlaw è un film del 1946 diretto da Derwin Abrahams.
È un western statunitense con Charles Starrett, Tex Harding e Dub Taylor.
Fa parte della serie di film western della Columbia incentrati sul personaggio di Durango Kid.

## Produzione
Il film, diretto da Derwin Abrahams su una sceneggiatura di Bennett Cohen e un soggetto di Victor McLeod, fu prodotto da Colbert Clark per la Columbia Pictures e girato dal 2 all'11 agosto 1944. I titoli di lavorazione furono Phantom Outlaws e Prairie Raiders.

## Distribuzione
Il film fu distribuito negli Stati Uniti dal 31 gennaio 1946 al cinema dalla Columbia Pictures.
Altre distribuzioni:
- in Svezia il 10 febbraio 1947
- in Brasile (Transgressores da Lei)
- nel Regno Unito (Menacing Shadows)
- in Svezia (Revolverlagen)

## Promozione
Le tagline sono:
- Phantom outlaws are no match for the Robin Hood of the Range!
- ACTION Roars On The Prairie! MUSIC Soars In The Hills! EXCITEMENT Scores On The Screen!